# Hilary R. W. Johnson

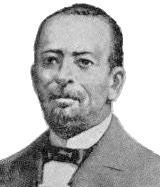
Hilary R. W. Johnson

Hilary Richard Wright Johnson (* 1. Juni 1837; † 1901) war der elfte Staatspräsident von Liberia und von 1884 bis 1892 im Amt.
Seine Eltern waren amerikanischer Abstammung. Er war der erste liberianische Präsident, der in Afrika geboren wurde. Er wurde insgesamt viermal zum Präsidenten gewählt.